# Zosterops montanus
El anteojitos montano (Zosterops montanus) es una especie de ave paseriforme de la familia Zosteropidae que vive en el sudeste asiático.

## Distribución y hábitat
Se encuentra en las selvas de montaña de Indonesia (Sumatra, Java, Célebes, las islas menores de la Sonda y las Molucas), Timor Oriental y las Filipinas.